# 裴諝
裴谞（719年—793年），字士明，原籍绛州闻喜县（今山西省闻喜县），后迁河南洛阳，唐朝官员，裴宽的儿子。
裴谞年轻时举明经擢第，善于绘画。补河南府参军。曾被史思明擢升为御史中丞。唐朝收复东都，他历任太子中允、考功郎中，常与代宗议论国事。唐代宗奔陕，裴谞徒步带着南曹之印赴行在，代宗嘉赏他，将任用他为御史中丞，为元载阻止，于是改任河东租庸、盐铁使。外任虔州刺史、饶州刺史，入朝为右金吾卫将军。唐德宗即位，以刑名治天下。当时代宗帝陵将要竣工，禁止屠杀，郭子仪家奴宰羊，裴谞上奏，被德宗嘉赏。他厌恶法吏舞文，献《狱官箴》来讽刺。后来因事，贬为阆州司马，后官至兵部侍郎、河南尹。贞元九年（793年）十一月，病终，年七十五岁，赠礼部尚书。